# Базир, Клод
Клод Бази́р (фр. Claude Basire или Bazire; 15 мая 1764, Дижон — 5 апреля 1794, Париж) — французский политик и адвокат, революционер, член Законодательного собрания и Конвента.

## Биография
Начав свою карьеру первоначально на адвокатском поприще, Клод Базир находился затем некоторое время при архивах Бургундии, а в 1791 году был избран депутатом от Кот-д'Ора в Зациональное собрание, где он вскоре выделился как ярый патриот и враг королевского двора: он предложил вычеркнуть слова «сир» и «ваше величество» (sire и majestè) из церемониала при посещениях королём собрания, потребовал уничтожения особой одежды у духовных лиц и упрощения обрядов.
Избранный 9 марта 1792 года в члены Совета двенадцати, подал голос за конфискование имений эмигрантов; предложил распустить королевскую гвардию; потребовал обвинительного декрета против Лафайета и провозгласил низложение короля. Но в то же время защищал швейцарцев, охранявших королевский дворец 10 августа; и во время сентябрьских дней прилагал усилия, чтобы воспрепятствовать убийствам.
Избранный своим департаментом в Конвент, выступил там с докладом о положении Парижа и предложил провозгласить военное положение. В дальнейшем воспротивился опубликованию королевского процесса и потребовал смерти Людовика XVI. 31 мая он выступил в Конвенте с предложением соединиться с войсками, окружавшими Тюильри. Ему был поручен арест подозрительных лиц.
Клод Базир, принадлежавший к партии дантонистов, перешёл на проповедь в Комитете общественной безопасности идей гуманности, а затем открыто восстал против системы террора. К якобинцам поступили доносы, и Базир вместе с Делоне, Жюльеном, Шабо и Фобраном были арестованы и обвинены в подделке декрета, касавшегося дел Ост-Индской компании. Представ перед революционным трибуналом в одно время с Дантоном и Камилем Демуленом, Базир был, подобно им, приговорен к смерти и казнен 16-го жерминаля II года (5 апреля 1794 г.). Три года спустя законодательное собрание присудило его вдове пожизненную пенсию.